# Pozsony-Nagyszombati Első Magyar Vasúttársaság
A Pozsony-Nagyszombati Első Magyar Vasúttársaság a történelmi Magyarország első állandó forgalmú vasútja volt, mely 1840-ben kezdte meg működését lóvontatással.

## Története

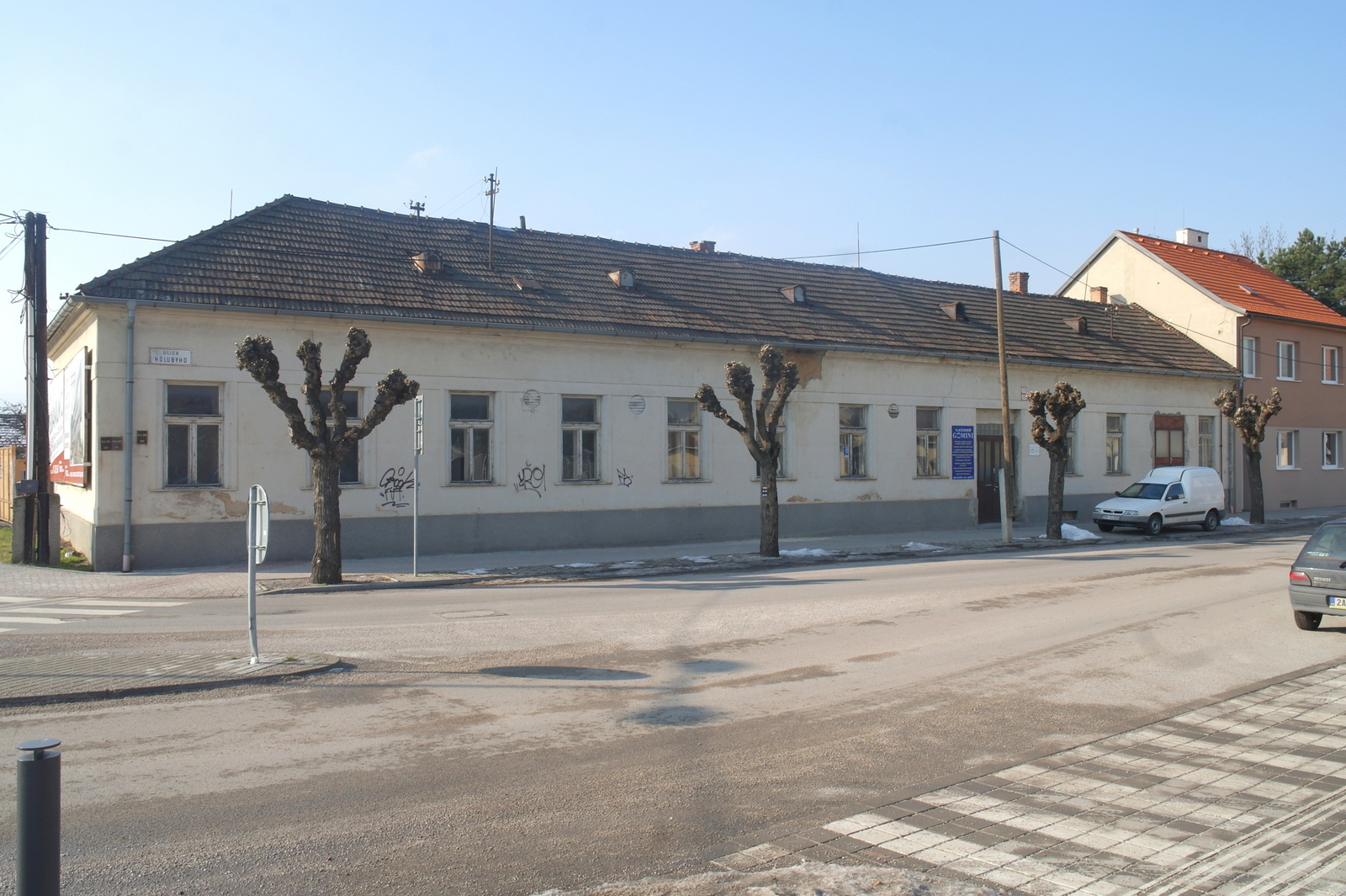
A vasút eredeti állomásépülete Bazinban

Magyarországon már a XVI. századtól léteztek fa-nyompályák egyes bányákban, ezek lóvontatással üzemeltek, de ezeket még aligha nevezhetjük vasútnak. Ennek ellenére a felszínen nagyon sokáig nem épültek hasonló szállítási lehetőséget biztosító pályák. A felszínen elsőként a Pest-Kőbányai lebegő vasút kezdte meg a működését 1827-ben, de azt alig fél év elteltével bezárták és felszámolták. Bár az 1825–27-es pozsonyi országgyűlés már javaslatot tett 12 vasúti fővonal kiépítésére, akkor e javaslatból még nem lett törvény, mégis az 1832–36-os országgyűlés újabb fővonallal toldotta meg a korábbi javaslatot, de ezen kívül más fontos szabályozásokat is tett. Törvényben rögzítették, hogy a rendi kiváltságok a szállítási díjak megfizetése alól senkit sem mentesítenek, és kimondták a kisajátítás elvét is. Ekkor kezdődhetett meg a vasút korszaka Magyarországon.
A Pozsony-Nagyszombati Első Magyar Vasúttársaság 1838. január 22-én alakult meg, majd 1839-ben már vasútépítési koncessziót is kaptak. Az építkezés meg is indult, Pozsony városa telkeket ajánlott fel az építkezéshez, és vállalta, hogy megvásárolja a társaság 300 részvényét. 1840. szeptember 27-én már át is adták a forgalomnak a Pozsony és Szentgyörgy közötti 14 km-es hosszúságú pályát. Nem sokkal ezt követően már Bazinig épült ki a vasút, de ekkor nagy nehézséggel talála szembe magát a társaság a további építkezések folytán. Miután általános, hogy az új dolgoktól idegenkednek az emberek, e társaság történetében fordult elő először Magyarországon az, hogy tiltakozások voltak a vasút építése ellen. Modor városának a vezetősége azt állította, hogy a vasút erkölcstelenséget és bűnt terjeszt, ezért a társaságnak újra kellett terveznie a létesítendő vasút nyomvonalát. Végül a tervezett modori állomást kihagyták, és az eredeti nyomvonaltól kissé délre épült meg a vasút következő szakasza. 1846 június 1-jén már Nagyszombat állomásának, az új végállomásnak az ünnepélyes átadása történt. De még ekkor sem hagytak fel az építkezéssel, hiszen még ugyanabban az évben, december 11-én a Nagyszombat és Szered közötti szakaszt is átadták a forgalomnak, és ezzel a társaság hálózata 64 km-esre bővült.
Sajnos annak ellenére, hogy a forgalom messze fölülmúlta a várakozásokat, a vasút veszteséges maradt, mert nagyon magasak voltak mind az építési, mind az üzemeltetési költségek. A csőd elkerülhetetlennek látszott annak ellenére is, hogy a vasúti törvény rendelkezéseiben meghatározott szállítási díjakat túllépték. A vasút megmentéséért még Kossuth Lajos is felszólalt, Ne hagyjuk veszni az első vasutat című cikke 1841-ben a Pesti Hírlapban jelent meg. A sikertelen megmentési próbálkozások után a társaságot végül eladták 1872-ben a Vágvölgyi vasútnak. Ennek a társaságnak a kezelésében aztán hamarosan áttértek a vonalon a gőzvontatásra.

### Árak

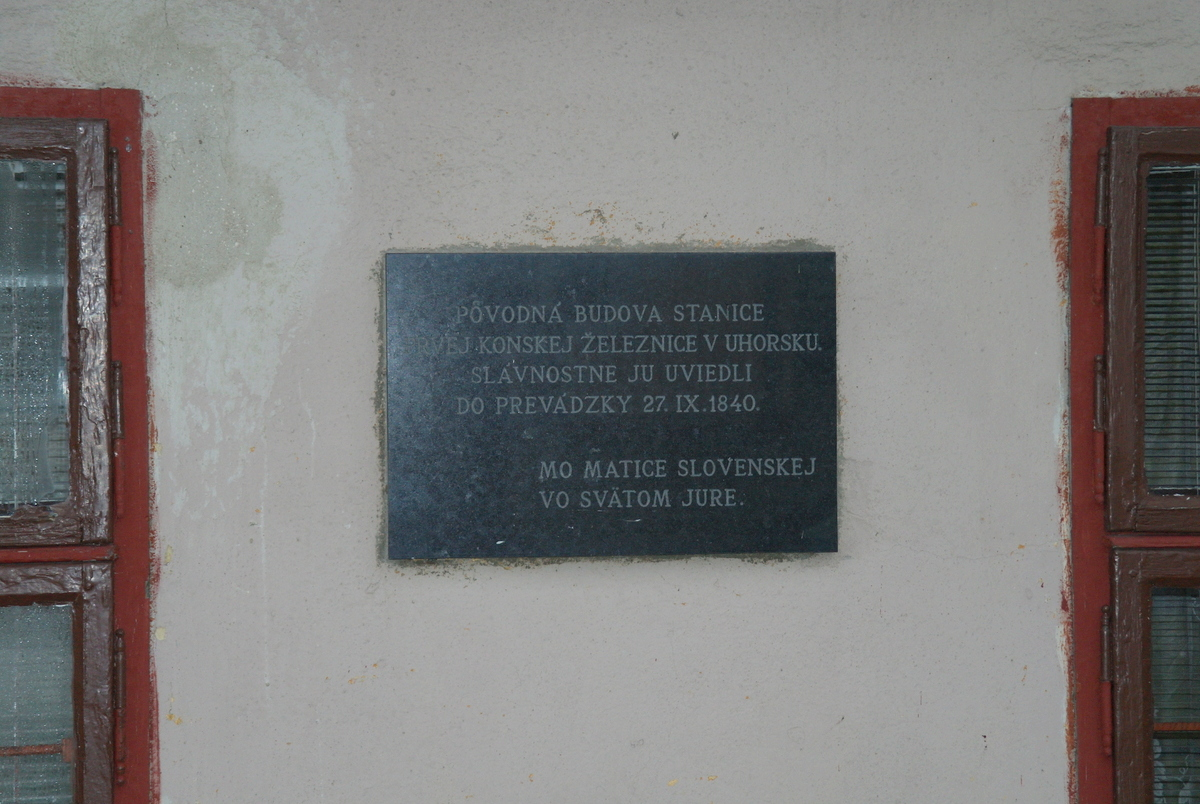
A vasút emléktáblája az egykori szentgyörgyi állomás falán

Az eleinte napi két pár, majd a forgalom növekedtével három pár szerelvényre igen magas viteldíjakat állapítottak meg, e díjszabással a törvényileg megengedett határt is túllépték. Az egy-egy szerelvényt alkotó két-két személykocsin az első, második és harmadik osztályú helyek rendre 15, 10 és 5 krajcárba kerültek mérföldenként. A teherfuvarozás díja mérföldenként és fontonként 2,5 illetve 2 krajcár volt.

## Műszaki leírása
A nagyszombati lóvasút alépítménye nagyon előrelátóan már eleve úgy készült, hogy egy esetleges gőzvontatásra való áttérés esetén a nagyobb tömegű mozdonyokat és kocsikat is elbírja. Emellett számos addig nem látott kihívással találták szembe magukat az építők. Bevágások, töltések szükségeltettek a pálya megépítéséhez, és mindez akkor még elképzelhetetlen mértékű földmunkával járt együtt.
A vasúti nyomtáv a mai normál nyomtávnál kicsit szélesebb, 1450 mm-es volt. Az 5,6 kg/folyóméter tömegű síneket hosszgerendákra és egymástól 142 cm-re elhelyezkedő fa keresztaljakra helyezték. A vonalon fénykorában, azaz az 1867-es kiegyezést követően 20 személy–, és 157 teherkocsi közlekedett a 64 km-es hálózaton, és összesen több mint 100 ló állt vontatási szolgálatban. Személyszállítás esetén az átlagsebesség akár a 16 km/h-t is elérhette, teherszállítás során ez 8 km/h volt. Ennek egyik oka az volt, hogy míg személykocsit csak kettőt vontathattak a lovak egyszerre, addig teherkocsiból akár hatot is. A kocsik egyszerű favázas kocsik voltak, amiket az akkoriban futó postakocsik mintájára készítettek. A megengedett terhelés személykocsiknál 1800 kg, míg teherkocsiknál 60 t volt.

## A vasút jelene
Maga a vonal ma is létezik. A Pozsony és Nagyszombat közötti szakasz a 120-as számú Pozsony-Zsolna fővonal része, nagy forgalmat bonyolít le, bár az eredeti vonalvezetést időközben némileg módosították. A Nagyszombatot és Szeredet összekötő vonal a 133-as számú mellékvonal. Napjainkban már mindkét szakasz villamosított.